# Sinagoga de Park East
La sinagoga de Park East  es una sinagoga histórica ubicada en Nueva York, Nueva York. La Sinagoga de Park East se encuentra inscrita como un Hito Histórico Neoyorquino en la Comisión para la Preservación de Monumentos Históricos de Nueva York al igual que en el Registro Nacional de Lugares Históricos desde el 18 de agosto de 1983. 

## Ubicación
La Sinagoga de Park East se encuentra dentro del condado de Nueva York en las coordenadas 40°46′01″N 73°57′50″O / 40.766944, -73.963889.